# Petit-Pays
Pour le roman, voir Petit Pays (roman). Pour le film, voir Petit Pays (film).
Adolphe Claude Moundi, alias Petit-Pays, né le 5 juin 1967 à Douala, capitale économique du Cameroun, est un chanteur, auteur-compositeur camerounais. 
Surnommé Le Turbo d'Afrique, L'avocat défenseur des femmes, Rabba Rabbi, Effatta ou encore King of Makossa Love, Petit-Pays chante en Douala, en français, et en pidgin sur le makossa et le zouk (baptisé Makossa Love). 
Son nom d'artiste provient de Petit qui était son surnom quand il était enfant et Pays qui est la traduction littérale de son nom de famille Moundi. 
Petit-Pays est auteur de plus d'une trentaine d'albums.

## Biographie

### Enfance, éducation et débuts
Adolphe Claude Moundi est l'aîné d'une famille monoparentale de 4 enfants de la classe moyenne camerounaise. Orphelin de père, Petit-Pays a été élevé entièrement par sa mère à Douala.
Adolescent, Petit-Pays songeait à entamer une carrière de footballeur professionnel, mais sa passion pour la musique semblait plus forte. Pendant son école secondaire, il a pris des cours de guitare et a commencé à rester loin de l'école, passant des nuits de sommeil à répéter des voix et des interprétations instrumentales de chansons populaires.
Contre toute attente, malgré la pression familiale, Petit-Pays abandonne progressivement ses études pour se consacrer à sa future carrière musicale. Dans les années 1980, trouver un producteur local était un défi incroyable pour les artistes. À cette époque, pour beaucoup d'entre eux, émigrer en France était la seule possibilité de réaliser leurs rêves. En 1985, avec le soutien de sa mère compréhensive et de son oncle Yaba, la future star de la musique africaine s'envole pour Paris afin de poursuivre une carrière de football et de musique professionnellement tout en continuant les études universitaires. 
Dès son arrivée, il s'est immédiatement mis à la recherche d'un producteur. Cependant, négligé par sa famille, il devient sans-abri et trouve refuge dans les métros parisiens. Malheureusement, en 1986, sous le gouvernement Giscard, avec Charles Pasqua comme ministre de l'Intérieur, les études officielles de Petit-Pays s'arrêtent. Peu de temps après, Petit-Pays se retrouve rapatrié et menotté dans un avion en direction de Douala. À la surprise générale, quelques mois après, il revient à Paris en 1987.
Son expulsion du territoire français l'a inspiré à écrire la chanson Ça fait mal dans laquelle il décrit sa détention administrative et son rapatriement. Cette chanson et d'autres ont attiré l'attention du producteur Joseph Eyabè Kwedi et en fin 1987, Petit-Pays sort son premier album "Ça fait mal..." sur Eyab's Productions.

### Parcours musical
Petit-Pays commence sa carrière musicale professionnelle à la fin des années 1980, quand il s'associe avec le producteur Eyabé Kwedi. Il a sorti plusieurs albums avec son groupe et orchestre international appelé Les Sans Visas qu'il considère comme une académie de découverte de jeunes talents : Samy Diko, Xavier Lagaf et Njohreur en sont issus. 
Cet artiste au grand génie, et certainement le plus prolifique de sa génération possède à lui seul plus de 4 disques d'or et plusieurs reconnaissances à l'échelle internationale.
Vedette dès la fin des années 1980 et icône camerounaise depuis 1994, il détient à ce jour le record de ventes au Cameroun pour son album Class F/M dont plus de cinquante mille exemplaires furent vendus le jour de sa sortie.
Petit-Pays est l'un des rares artistes du continent capable de remplir à lui tout seul un stade lors de ses concerts, que ce soit au Cameroun, ou en Afrique de l'Ouest. Avec des entrées sur scène (dans un cercueil, sur un cheval ou encore habillé en femme), ses prestations scéniques ont également fait sa renommée. On se demande à chaque fois qu’est-ce que Rabba Rabbi va encore nous montrer à chacun de ses concerts.
Durant sa carrière, Oméga a fait face à de nombreuses rumeurs et polémiques dont il est resté moqueur. Cependant, il reste l'une des figures majeures de la musique camerounaise et même africaine des trente dernières années, malgré de nombreuses controverses. Il est aussi l'un des artistes le plus récompensé de l'histoire de la musique camerounaise. Le 20 mai 2005, il est décoré chevalier de l'Ordre du Mérite. 10 ans plus tard, il est décoré, à nouveau, mais en tant qu'officier de l'Ordre National du Mérite Camerounais. Le 20 Mai 2024, il est honoré de la médaille de Grand Cordon du Mérite lors des célébrations de la 52e Fête Nationale du Cameroun. 
En 2009, il tente une aventure dans le football, en prenant les rênes du club de football Caïman Club de Douala de 2009 à décembre 2010, club qu'il a réussi à faire remonter en première division en une saison.
Contrairement à de nombreuses autres stars de la chanson africaine, Petit-Pays a décidé de vivre dans son pays natal. Il réside à Douala, au quartier Makèpè dont la rue et ainsi que le rond-point de ce quartier portent d’ailleurs son nom et à Bomono dans son propre ranch.
À ce jour, il est considéré comme étant l'artiste le plus populaire au Cameroun.

## Distinctions
- 2024 :  Grand-cordon de l'ordre du Mérite camerounais
- 2015 :  Officier de l'ordre du Mérite camerounais
- 2005 :  Chevalier de l'ordre du Mérite camerounais

## Discographie
- 1987 : Ça fait mal…[8]
- 1988 : Ancien Parigo
- 1990 : Trouver la vie
- 1992 : Les morts ne sont pas morts
- 1993 : Avant Goût
- 1994 : Le Meilleur des Meilleurs
- 1995 : Korta (Les Dignitaires) avec Les Sans-Visas
- 1996 : Class F/M
- 1997 : L'Evangile (Chapitre 1 : Sawa / Chapitre 2 : Yessus) avec Les Sans-Visas
- 1997 : Surprise "une autre dimension de moi"
- 1998 : Le Son d'Amour
- 1999 : Esuwa avec Les Sans-Visas
- 1999 : Coup d'état
- 2001 : Y a pas Match avec Les Sans-Visas
- 2002 : Maestro
- 2002 : L'amour dans l'avion
- 2003 : Ennemi Public avec Les Sans-Visas
- 2003 : Dieu Le Père "Kuna-Kuna"
- 2004 : Embouteillage "Les histoires de chez nous" avec Les Sans-Visas
- 2005 : La Monako
- 2006 : Ekamofok
- 2007 : Frotambo
- 2009 : Fiko Fiko
- 2010 : God Go Pay
- 2011 : Gagnez Gagnez
- 2013 : Papa est sorti
- 2014 : Génération Effatta avec Sans Visas Junior
- 2015 : Classe Supérieure
- 2016 : Peur dans la cité
- 2018 : Renaissance[9]
- 2019 : Wala Longo'o

### Maxi-singles & EPs
- 2001 : Sommet France-Afrique
- 2002 : Eya
- 2007 : Synergie
- 2007 : Ça se passe ici...
- 2009 : Délivrance
- 2009 : Caïman
- 2010 : Casanova
- 2014 : World Fiesta
- 2018 : Casser La Baraque avec Les Sans-Visas
- 2019 : 2 Tickets avec Les Sans-Visas
- 2020 : Hommage à Manu Dibango & Pape Diouf
- 2022 : Gospel